# Steinbruchbereich Bernhardshammer und Binsfeldhammer
Steinbruchbereich Bernhardshammer und Binsfeldhammer este o arie protejată (arie specială de conservare — SAC, sit de importanță comunitară — SCI) din Germania întinsă pe o suprafață de 81,83 ha, integral pe uscat.

## Localizare
Centrul sitului Steinbruchbereich Bernhardshammer und Binsfeldhammer este situat la coordonatele 50°45′34″N 6°14′58″E / 50.7594°N 6.2494°E.

## Înființare
Situl Steinbruchbereich Bernhardshammer und Binsfeldhammer a fost declarat sit de importanță comunitară în martie 2001 pentru a proteja un număr necunoscut de specii din flora spontană și fauna sălbatică aflate în arealul zonei. Situl a fost protejat și ca arie specială de conservare în octombrie 2004.

## Biodiversitate
Situată în ecoregiunea continentală, aria protejată conține 4 habitate naturale: Pajiști uscate europene, Pajiști calaminariene cu Violetalia calaminariae, Păduri de fag din Europa Centrală dezvoltate pe sol calcaros cu Cephalanthero-Fagion, Păduri pe pante, grohotișuri și ravene de Tilio-Acerion.
La baza desemnării sitului se află un număr nedeclarat de specii protejate:
Pe lângă speciile protejate, pe teritoriul sitului au mai fost identificate 4 specii de plante, 6 specii de nevertebrate, 1 specie de reptile.